# Dubai Center (Guatemala)
Dubai Center es un edificio de oficinas y centro comercial, ubicado en la 13 calle y 1.ª Avenida Zona 10 de la Ciudad de Guatemala, es un edificio que mide 68.9 metros de altura, tiene un total de 16 niveles (cada nivel mide 4 metros), y 6 plantas subterráneas (cada uno con 3.50 metros de altura), es uno de los edificios más altos de Guatemala y América Central. Su construcción empezó en julio del año 2007 y finalizó a finales del mes de enero de 2012. El 16 de mayo del 2018 sufrió un conato de incendio en horas de la madrugada

## Datos
- Altura Máxima = 69 metros[1]
- Número de Plantas = 22
- Uso = Oficinas y Centro Comercial
- Año de Construcción = 2012